# 콘스탄틴 페딘

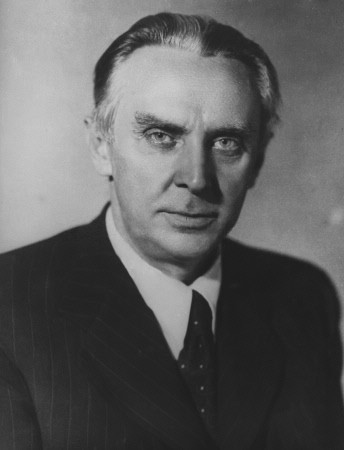

콘스탄틴 알렉산드로비치 페딘(러시아어: Константи́н Алекса́ндрович Фе́дин, 1892년 2월 24일 ~ 1977년 7월 15일)은 소비에트의 소설가, 작가이다.
볼가 지방의 소상인의 집안에 태어났다. 독일 유학 중 제1차 세계대전을 만나 민간포로가 되었다. 귀국 후 소비에트 정부기관에서 일하는 한편, 창작활동에 들어가서 ‘세라피노프 형제’에 가담하나, 이 그룹 주류의 위치에는 있지 않고 신사실파에 가까운 입장에 있었다. 1924년 소비에트 시대의 최초의 대장편 <도시와 세월>로서 문학적 성가(聲價)를 확립했다. 혁명과 맞부닥친 지식인이 자신의 파산을 의식하면서도 새 시대에 부합되는 세계관을 가지지 못하는 고민을 묘사한 이 소설은 독일과 러시아를 무대로 해서 기복이 심한 복잡한 줄거리와 굴절 있는 심리묘사가 특징이다. 그가 후에 쓴 여러 작품 <형제들>(1928), <유럽의 탈취>(1933-1935), 전후 문학의 기념적 작품 <최초의 환희>(1945), <이상한 여름>(1948)은 그 어느 것이나 러시아 사실주의 문학의 전통을 이어받아 장편소설을 소비에트 시대에 부활시킨 작품이나 왕년의 장식적·표현주의적 문체가 아직 남아 있는 것이 느껴진다.